# Кавала
Кава̀ла (на гръцки: Καβάλα) е град в Северна Гърция, най-важното пристанище в Източна Македония и Тракия и център на дем Кавала. Градът е и център на Филипийската, Неаполска и Тасоска епархия на Гръцката православна църква.

## История

### Античност
Околностите на Кавала са населени още от праисторическо време, като доказателство за това са откритите в източните покрайнини на града останки от древни заселници. Неаполис, който е бил колония на Тасос, възниква на полуострова на мястото на днешния стар град Панагия. Това място има огромно стратегическо и търговско значение, защото стои на пътя свързващ Македония и Тракия.
Точната дата на създаване на града не е ясна, но повечето исторически източници твърдят, че това се е случило в средата на VII век пр.н.е. По това време заселниците на остров Тасос вдигат Неаполис като врата към богатите земи на север и златоносната планина Пангей. Доказателство за съществуване на независим град е, че около 500 г. пр. Хр. започват да се секат монети с лика на Горгоната.
При нашествието на персите, Неаполис става член на Делоския морски съюз (известен също като Атински морски съюз) и дълго след това поддържа добри отношения с Атѝна.
Около 340 г. пр. Хр. Филип II Македонски покорява Тракия и остров Тасос. Неаполис губи своята независимост и е присъединен към царството на Филип ІІ.
Около 50 година в Неаполис пристига апостол Павел, започвайки оттук първата си мисионерска обиколка в Европа.

### Средновековие
Второто си име – Христополис – градът получава през VIII – IX век. По това време той вече е включен в границите на Източната Римска империя и се слави като най-силен град в областта.
В 834 г., при хан Пресиян, след похода на кавхан Исбул, градът, заедно с Беломорието, е присъединен към България.
В края на XI век кръстоносците минават през Христополис и в 1197 г. градът попада в ръцете на ломбардите, а няколко години по-късно преминава във властта на франките.
В XIII век градът вече носи името Морунец, а византийският писател Акрополит разказва, че районът на града и самият град са силно побългарени и това затруднява задържането на района под византийска власт.

### В Османската империя
В XIV век Христополис играе важна роля в историята. Сърби и турци окупират Източна Македония и градът е една от последните Византийски крепости. През 1387 г. турците завземат града. В средата на XV век градът е подложен на атаките на венецианците, които го завземат за около месец. Турците успяват да си го възвърнат след 20-дневна обсада.
Христополис се появява отново на историческата сцена в началото на XVI век, когато и получава новото си име – Кавала. По това време градът търпи много чужди нападения, а единствената защита за населението е оградната стена около стария град Панагия. Стената вече не може да изпълнява защитните си функции и около 1530 г. започва обновлението на града. Тогава под ръководството на султан Сюлейман I Великолепни са построени новата градска стена и днешният символ на града – акведуктът Камарес. През 1611 година корабите на херцога на Флоренция пристигат и се опитват да превземат Кавала, но не успяват и се оттеглят.
През целия XVII век пиратските атаки продължават, но без сериозни последствия за града. През този период Кавала е много важно пристанище, чието значение непрекъснато расте.
През 1738 г. населението на Кавала, както на всички важни градове в европейската част на Османската империя, е преобладаващо турско.
През XIX век отново започва преустройство на града, а гръцкото население започва да взема все по-голямо участие в икономиката на града. Периодът е белязан с посещенията на много учени и пътешественици. Християнски център на града е църквата „Света Богородица“, разположена и днес на най-високата му част. В края на века гръцкото общество в Кавала става по-силно от всякога. То възлиза на 10 000 души, в чиито ръце са пристанището, риболова и занаятите.
Александър Синве („Les Grecs de l’Empire Ottoman. Etude Statistique et Ethnographique“), който се основава на гръцки данни, в 1878 година пише, че в Кавала живеят 3600 гърци. В 1891 година Георги Стрезов пише за Кавала:
| „ | Кавала, пристанище при архипелаг, второто за Македония след Солун. Кавала е на ЮИ от Драма 6 ч. Свързани са двата града с шосе, наново постлано. Пристанището е малко и запазено от една скала, която се спуща от Пърнарските клонове. Градът някога бил по-настрана; от стария сега се гледат само развалини. Жителите се занимават със занаят и търговия; повечето са заможни, а има и доста богати търговци на тютюн и памук. От зданията личат митницата и складът за тютюн, който принадлежи на „Режи“. По брега са наредени кафенета, газина, хотели, магазин и къщи, най-хубавите. Само някои от пароплувите, които работят между Солун и Цариград, допират до Кавала в една седмица или две еднъж. Има санитарно отделение за карантина. Турски и гръцки училища добре уредени. 3120 къщи с 10000 души. | “ |

 В края на XIX век Васил Кънчов пише, че „градът има около 2200 къщи, наполовина християнски. Християнското население съставлява силна гръцка община. В него има силен приток от българи и власи, но окончателно погърчени. Главната търговия на Кавала е тютюнена. Железната линия ще ѝ навреди силно... Кавала е център на обособена кааза, която брои общо 25 села, пръснати по южните склонове на планината. Селското население в селата е мюсюлманско. Няма нито едно християнско село. Мюсюлманите се състоят от турци и българи-помаци... Помаците хубаво са застъпили чисто българския език, но броят по турски.“ Според статистиката на Кънчов към 1900 година Кавала има 9500 жители: 5000 турци, 3500 гърци, 400 евреи, 400 цигани и 200 души – представители на други етноси.
Началото на XX век може да бъде наречено „златен век“ на Кавала. Изграждат се много болници, училища, общински и спортни сгради и съоръжения, както и общинските тютюневи складове. С голям икономически растеж се отличават 30–те и 40–те години на XX век и градът става център на тютюневото производство в цяла Източна Македония и Тракия.
В града в 1912 година е открита българска болница. При избухването на Балканската война в 1912 година петима души от Кавала са доброволци в Македоно-одринското опълчение.

### В Гърция
Кавала е освободен от османска власт от войводите на Македоно-одринското опълчение Михаил Чаков, Пейо Яворов, Йонко Вапцаров и Христо Чернопеев на 27 октомври 1912 година без нито един изстрел. На 31 октомври 1912 г. в града влизат войските на българския Родопски отряд под командването на генерал Стилиян Ковачев. В града е отворено българско училище, когато комендант е Христо Чернопеев, а Михаил Чаков е околийски началник. Кавала остава в български ръце до Междусъюзническата война през лятото на 1913 година, когато в него влизат гръцки войски и според Букурещкия договор от 10 август 1913 година Кавала е предаден на Гърция.
В хода на Първата световна война Българската армия през август 1916 година заема района на града и той остава под български контрол до Солунското примирие от 29 септември 1918 година. По време на войната пристанището на Кавала е бомбардирано от британския флот.
В 1920 година в града има 22 645 души в абсолютното си мнозинство турци. В 1923 година мюсюлманите са изселени в Турция по силата на Лозанския договор. В града са заселени 31 983 гърци бежанци, от които 2 956 преди Гръцко-турската война и 28 972 след. Бежанците са с произход от Мала Азия - 14 298, от Източна Тракия - 10 105, от Понт - 5 435 и от други места. В междувоенния период кавалските тютюневи работници са в основата на стачните движения в Егейска Македония.
В 1941 г. Втора българска армия навлиза в Беломорието и заема областта. Кавала стопанско и административно става водещ български град на крайбрежието на новосъздадената Беломорска област, чийто център е Ксанти. В него е главната база и щабът на Българския беломорски флот. Има и българска корабостроителница.
Българска статистика от 1941 година показва 30 899.
След Деветосептемврийския преврат в 1944 година, Българската армия се изтегля от областта.
| Име              | Име                | Ново име    | Ново име    | Описание                   |
| ---------------- | ------------------ | ----------- | ----------- | -------------------------- |
| Калай            | Καλάϊ              | Канония     | Κανόνια     |                            |
| Ески Капу        | Εσκι-Καποῦ         | Палеа Пил   | Παλαιά Πύλη | връх в Урвил, СИ от Кавала |
| Цали             | Τσαλῆ              | Бати        | Μπάτης      |                            |
| Палеон Цифликион | Παλαιὸν Τσιφλίκιον | Палио       | Παλιό       |                            |
| Илан Бурун       | Ἰλὰν Μπουρούν      | Кокиноплака | Κακόπλακα   | нос ЮЗ от Кавала           |
| Субурну          | Σούμπουρνου        | Акронери    | ᾿Ακρονέρι   | нос ЮЗ от Кавала           |
| Ацинос           | ῎Ατσινος           | Акротири    | Ακρωτῆρι    | нос ЮЗ от Кавала           |
| Бурун            | Μπουρούν           | Врахос      | Βράχος      | нос                        |

| Година    | 1913   | 1920   | 1928   | 1940   | 1951   | 1961   | 1971   | 1981   | 1991   | 2001   | 2011   | 2021   |
| --------- | ------ | ------ | ------ | ------ | ------ | ------ | ------ | ------ | ------ | ------ | ------ | ------ |
| Население | 23 378 | 22 645 | 49 980 | 49 667 | 42 102 | 44 517 | 46 234 | 56 375 | 56 671 | 58 663 | 65 857 | 51 947 |

## Исторически забележителности
Кавалският акведукт е колосална конструкция, едно от многото дела на Сюлейман Великолепни. Построен е около 1550 г. на мястото на дълга стена, която изпълнявала защитна роля и била използвана като акведукт. На върха съществувало пространство, по което се разхождали стражите на града. През XV век акведуктът бил разрушен и султанът издигнал нов, известен с името Камарес, за да снабдява града с вода. Конструкцията се състои от 60 арки с различни размери, най-голямата от които е висока 52 метра.

## Побратимени градове
- Гоце Делчев, България
- Градишка, Босна и Херцеговина
- Нюрнберг, Германия
- Родосто, Турция
- Сен Етиен, Франция

## Личности
В Кавала е роден султанът на Египет Мохамед Али паша (Масърски). Други известни кавалци са гръцкият просветен деец от XVIII век Теодорос Кавалиотис, гръцкият художник Умвертос Аргирос, андартският капитан Периклис Дракос, гръцкият композитор Янис Папайоану, румънската фолклористка Зои Папазиси-Папатеодору и известният български диригент Иван Ангелов.

## Други
На Кавала е наречена улица в квартал „Банишора“ в София (Карта).